# Kristallen Film
De Kristallen Film is een Nederlandse filmprijs die wordt uitgereikt wanneer een Nederlandse documentaire, of, sinds 2020, een korte film, het bezoekersaantal van 10.000 weet te halen tijdens zijn draaidagen in de bioscoop. Namens de makers nemen altijd standaard de regisseur, producent en hoofdrolspeler(s) hun prijzen in ontvangst.
Het is een initiatief van het Nederlands Film Festival en het Nederlands Fonds voor de Film (NFVF) naast het al bestaande Gouden Kalf.
De film is bedoeld om de media-aandacht voor Nederlandse documentairefilms te vergroten. De eerste Kristallen Film werd uitgereikt op 21 juni 2005 aan Stand van de maan (2004).

## Winnaars Kristallen Film
Dit zijn de winnaars van de filmprijs:
| Kristallen Film voor 10.000 verkochte kaartjes | Kristallen Film voor 10.000 verkochte kaartjes | Kristallen Film voor 10.000 verkochte kaartjes     | Kristallen Film voor 10.000 verkochte kaartjes | Kristallen Film voor 10.000 verkochte kaartjes                  |
| Jaar                                           | Film                                           | Regisseur                                          | Premièredatum                                  | Kristallen Film                                                 |
| ---------------------------------------------- | ---------------------------------------------- | -------------------------------------------------- | ---------------------------------------------- | --------------------------------------------------------------- |
| 2005                                           | Stand van de maan                              |                                                    | 6 januari 2005                                 | 21 juni 2005                                                    |
| 2005                                           | Zielen van Napels                              |                                                    | 18 augustus 2005                               | 21 december 2005                                                |
| 2006                                           | Buddha’s Lost Children                         |                                                    | 7 september 2006                               | 25 september 2006                                               |
| 2006                                           | Forever                                        |                                                    | 12 oktober 2006                                | 23 november 2006                                                |
| 2007                                           | 4 Elements                                     |                                                    | 30 november 2006                               | 10 januari 2007                                                 |
| 2007                                           | Goud                                           |                                                    | 4 oktober 2007                                 | 17 oktober 2007                                                 |
| 2008                                           | El Olvido                                      |                                                    | 23 oktober 2008                                | 11 december 2008                                                |
| 2009                                           | Contractpensions                               |                                                    | 11 januari 2009                                | 1 november 2009                                                 |
| 2010                                           | JANINE                                         |                                                    | 7 oktober 2010                                 | 16 november 2010                                                |
| 2011                                           | Stand van de Sterren                           |                                                    | 3 maart 2011                                   | 22 april 2011                                                   |
| 2011                                           | Ouwehoeren                                     |                                                    | 1 december 2011                                | 30 december 2011                                                |
| 2012                                           | Over Canto                                     |                                                    | 8 december 2011                                | 13 februari 2012                                                |
| 2014                                           | Buitenkampers - boekan main, boekan main!      |                                                    | 29 september 2013                              | 10 februari 2014                                                |
| 2014                                           | The Other Side of the Heart Is White           |                                                    | 12 februari 2014                               | 23 februari 2014                                                |
| 2014                                           | Om de wereld in 50 concerten                   |                                                    | 12 november 2014                               |                                                                 |
| 2015                                           | Holland: Natuur in de Delta                    |                                                    | 12 september 2015                              |                                                                 |
| 2015                                           | Het nieuwe Rijksmuseum - De film               |                                                    | 11 december 2014                               |                                                                 |
| 2015                                           | Erbarme Dich - Matthäus Passion Stories        |                                                    | 12 februari 2015                               | 18 maart 2015                                                   |
| 2015                                           | Sergio Herman, fucking perfect                 |                                                    | 12 maart 2015                                  |                                                                 |
| 2015                                           | A Family Affair                                |                                                    | 19 november 2015                               |                                                                 |
| 2016                                           | Nieuwe Helden - In het hart van de Tour        |                                                    | 14 april 2014                                  | 25 januari 2016                                                 |
| 2016                                           | De Matthäus missie van Reinbert de Leeuw       |                                                    | 13 oktober 2016                                |                                                                 |
| 2016                                           | De kinderen van juf Kiet                       |                                                    |                                                |                                                                 |
| 2016                                           | Down to Earth (2016)                           |                                                    | 20 oktober 2016                                |                                                                 |
| 2016                                           | Ants on a Shrimp                               |                                                    | 16 februari 2016                               |                                                                 |
| 2016                                           | Strike a Pose                                  |                                                    | 15 februari 2016                               |                                                                 |
| 2016                                           | Jheronimus Bosch, Geraakt door de duivel       |                                                    | 7 januari 2016                                 |                                                                 |
| 2017                                           | 0,03 seconde                                   |                                                    | 13 april 2017                                  |                                                                 |
| 2017                                           | Liefde is aardappelen                          |                                                    | 12 oktober 2017                                |                                                                 |
| 2017                                           | Amsterdam Wildlife                             |                                                    | 5 december 2015                                |                                                                 |
| 2017                                           | Het doet zo zeer                               |                                                    | 28 januari 2017                                |                                                                 |
| 2018                                           | Wad: overleven op de grens van water en land   | Ruben Smit                                         | 1 oktober 2018                                 |                                                                 |
| 2018                                           | Escher: het oneindige zoeken                   | Robin Lutz                                         | 12 april 2018                                  |                                                                 |
| 2018                                           | Klanken van oorsprong                          | Hetty Naaijkens-Retel Helmrich                     | 13 juni 2018                                   |                                                                 |
| 2018                                           | Doof kind                                      |                                                    | 16 november 2017                               |                                                                 |
| 2018                                           | De wilde stad                                  |                                                    | 1 maart 2018                                   |                                                                 |
| 2018                                           | Wild                                           |                                                    | 1 februari 2018                                |                                                                 |
| 2018                                           | Nao 't Zuuje                                   |                                                    | 11 januari 2018                                |                                                                 |
| 2019                                           | Thunderdome Never Dies                         | Ted Alkemade en Vera Holland                       |                                                |                                                                 |
| 2019                                           | Camino                                         | Martin de Vries                                    |                                                |                                                                 |
| 2019                                           | Buddy                                          | Heddy Honigmann                                    |                                                |                                                                 |
| 2020                                           | Mijn Rembrandt                                 | Oeke Hoogendijk                                    |                                                |                                                                 |
| 2020                                           | Mind My Mind                                   | Floor Adams                                        |                                                |                                                                 |
| 2020                                           | Ze Noemen Me Baboe                             | Sandra Beerends                                    |                                                | 8 januari 2020                                                  |
| 2020                                           | Wei                                            | Ruud Lenssen                                       | 26 december 2019                               | 30 januari 2020                                                 |
| 2020                                           | Poeslief                                       | Mark Verkerk                                       |                                                |                                                                 |
| 2022                                           | The Silence of the Tides                       | Pieter-Rim de Kroon                                |                                                |                                                                 |
| 2022                                           | Louis                                          | Geert-Jan Lassche                                  |                                                |                                                                 |
| 2022                                           | Grutto                                         | Ruben Smit                                         |                                                |                                                                 |
| 2022                                           | Wolf                                           | Cees van Kempen                                    |                                                |                                                                 |
| 2022                                           | Wild Port of Europe                            | Willem Berents                                     |                                                |                                                                 |
| 2023                                           | Onder Het Maaiveld                             | Mark Verkerk                                       | 2 maart 2023                                   | 7 maart 2023                                                    |
| 2023                                           | Sporen van Indië                               | Reda van der Putten en Hans Goedkoop               | 2 februari 2023                                | 1 mei 2023                                                      |
| 2023                                           | Dichtbij Vermeer                               | Suzanne Raes                                       |                                                |                                                                 |
| 2023                                           | Antoon - Engel                                 | Justus Verkerk, Luc Frantzen                       |                                                |                                                                 |
| 2023                                           | Kleinkinderen van de Oost                      | Daan van Citters en Joenoes Polnaija               |                                                |                                                                 |
| 2023                                           | Human Forever                                  | Jonathan de Jong                                   |                                                |                                                                 |
| 2023                                           | De Bezette Stad                                | Steve McQueen                                      |                                                |                                                                 |
| 2023                                           | Gerlach                                        | Aliona van der Horst en Luuk Bouwman               |                                                |                                                                 |
| 2024                                           | De Biesbosch - natuur in beweging              | Bas Kakes                                          |                                                |                                                                 |
| 2024                                           | Jay Francis - De Schaduw van de Lach           | Alessio Cuomo                                      |                                                |                                                                 |
| 2024                                           | Beyond: Ode to the Earth                       | André Kuipers                                      |                                                |                                                                 |
| 2024                                           | De wilde Noordzee                              | Peter van Rodijnen, Mark Verkerk en Dick Harrewijn | 12 september 2024                              | 16 september 2024 (op 21 oktober 2024 werd het een Gouden Film) |
| 2024                                           | I Am the River, the River is Me                | Petr Lom                                           |                                                |                                                                 |
| 2024                                           | Vogels kun je niet melken                      | Barbara Makkinga                                   |                                                |                                                                 |
| 2024                                           | Gedraag Ow                                     | Ruud Lenssen en Sten Hoeijmakers                   |                                                |                                                                 |
| 2024                                           | Indië Verloren...                              | In-Soo Radstake                                    |                                                |                                                                 |
| 2025                                           | Nesjomme                                       | Sandra Beerends                                    | 2 januari 2025                                 | 10 januari 2025                                                 |
| 2025                                           | Tussen Wal en Schip - Geruisloos Indisch       | Sven Peetoom en Juliette Dominicus                 |                                                | 12 juni 2025                                                    |
| 2025                                           | Anak Indië                                     | Hetty Naaijkens-Retel Helmrich                     |                                                | 1 juli 2025                                                     |
| 2025                                           | Moeder Suriname                                | Tessa Leuwsha                                      | novemeber 2023                                 | 6 augustus 2025                                                 |